# Caeleb Dressel
Caeleb Remel Dressel (Green Cove Springs, 16 de agosto de 1996) é um nadador dos Estados Unidos, medalhista olímpico e multi-medalhista em campeonatos mundiais.

## Carreira
Dressel competiu nos Jogos Olímpicos de 2016, conquistando a medalha de ouro nos 4x100 m medley e 4x100 m livre. Ganhou cinco ouros em Tóquio 2020, os quais foram obtidos nas provas quatro por cem metros livre, quatro por cem metros medley, cem metros livre, cem metros borboleta e cinquenta metros livre.